# 中关村西区
39°58′41″N 116°18′45″E / 39.978181°N 116.31256°E

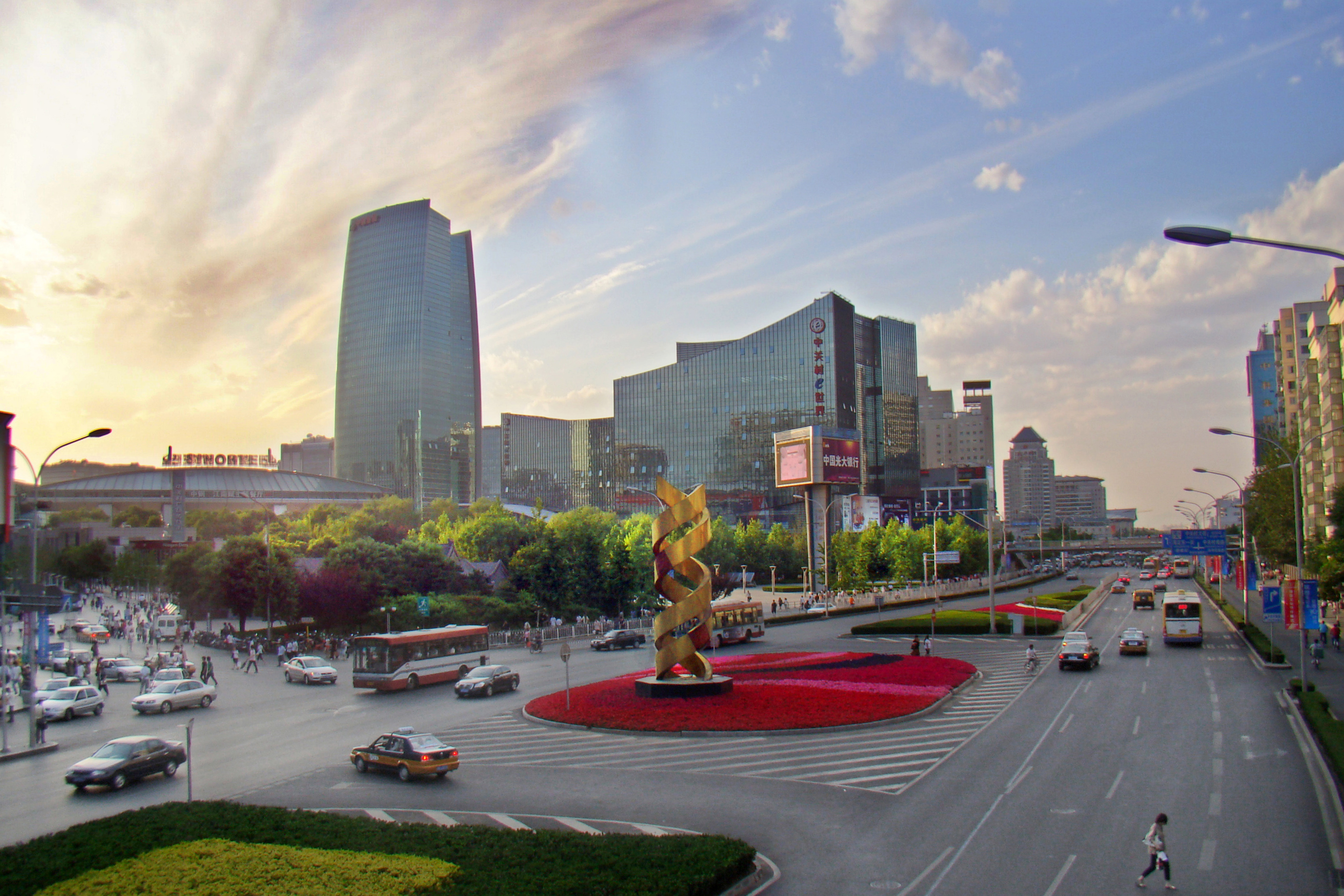
中关村广场的天际线

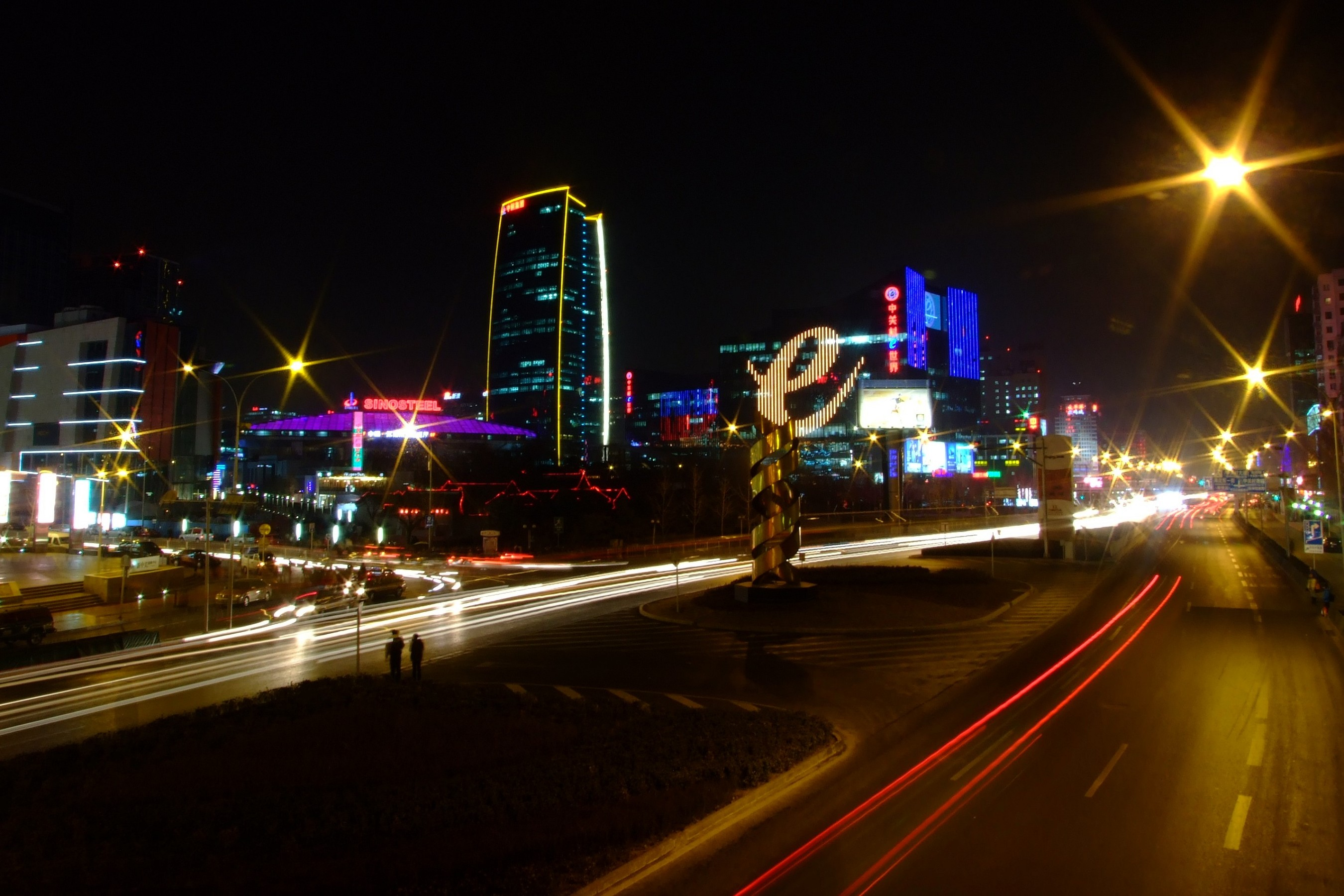
中关村广场的夜景

中关村西区，又名中关村广场，位于北京市海淀区海淀街道，是中关村科技园区的核心商务区，与东边属中国科学院的中关村东区（中关村科学城）相对。西区北起北四环西路，东至中关村大街，南至海淀南路，西至苏州街，占地94.6公顷；西区的核心区（称作“小西区”）则南至丹棱街，西至彩和坊路，占地51.44公顷。中关村西区集中了大量写字楼，配有商业设施和大型绿地等公共服务设施。

## 历史

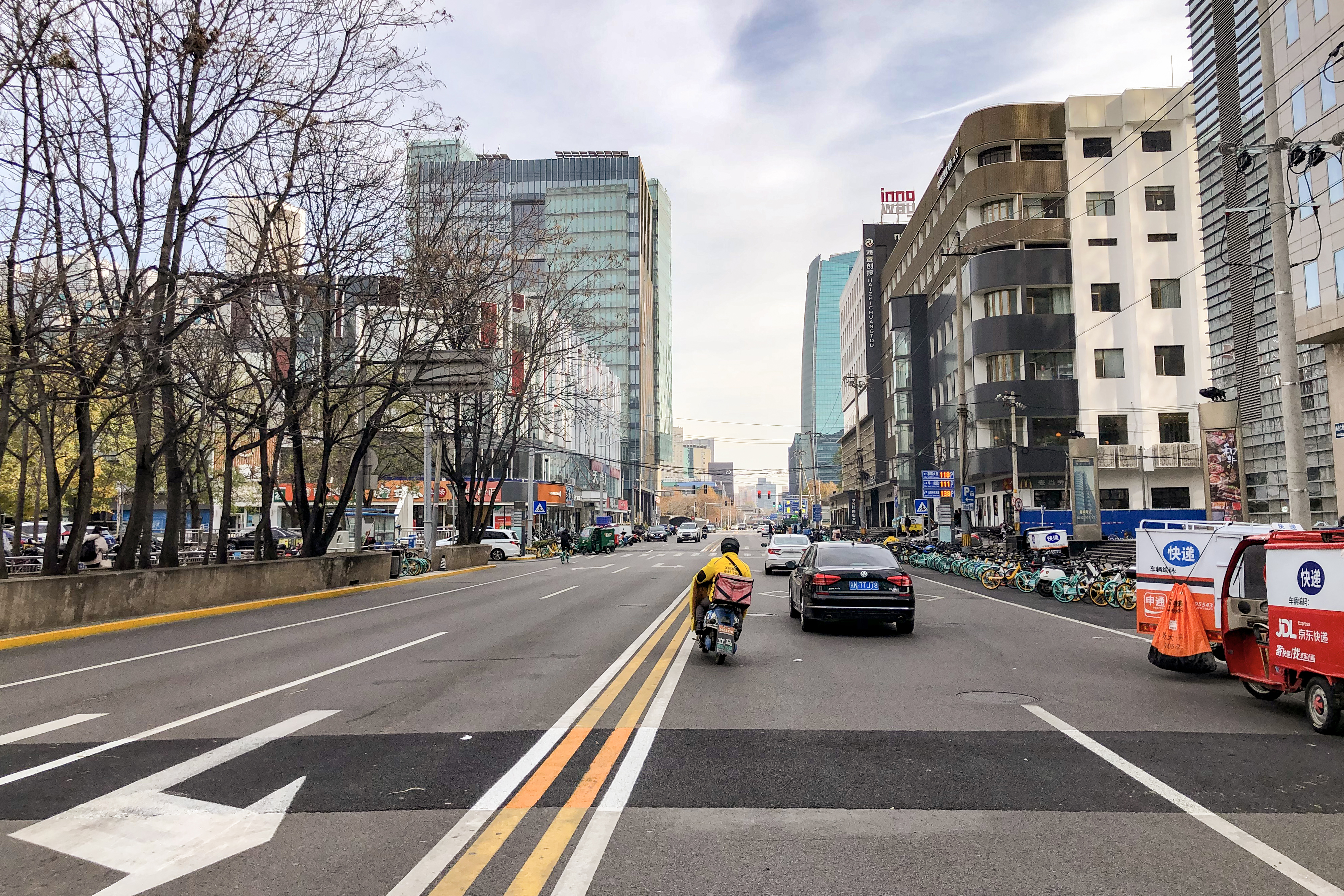
1991年建成的海淀大街

中关村西区开发前，是海淀镇（现海淀街道）的建成区，主要是低矮的平房。2000年推出的“中关村科技园区海淀园三年大变样计划”，将改造老海淀镇，建设中关村西区提上日程。除海龙大厦、四通大厦等一些建筑、3处古建之外，老海淀镇的单位和3800多住户全部拆迁，其中包括中共海淀区委、海淀区政府在内的大量党政机关单位，如海淀区政府搬迁到了新开发的万柳地区。
2000年11月26日，中关村西区（小西区）结束拆迁，正式开工。开发区占地51.44公顷，规划建设38.36公顷，总建筑面积150万平方米，总投资150亿元人民币。其中土地一级开发至2005年9月29日结束。

## 建筑及产业

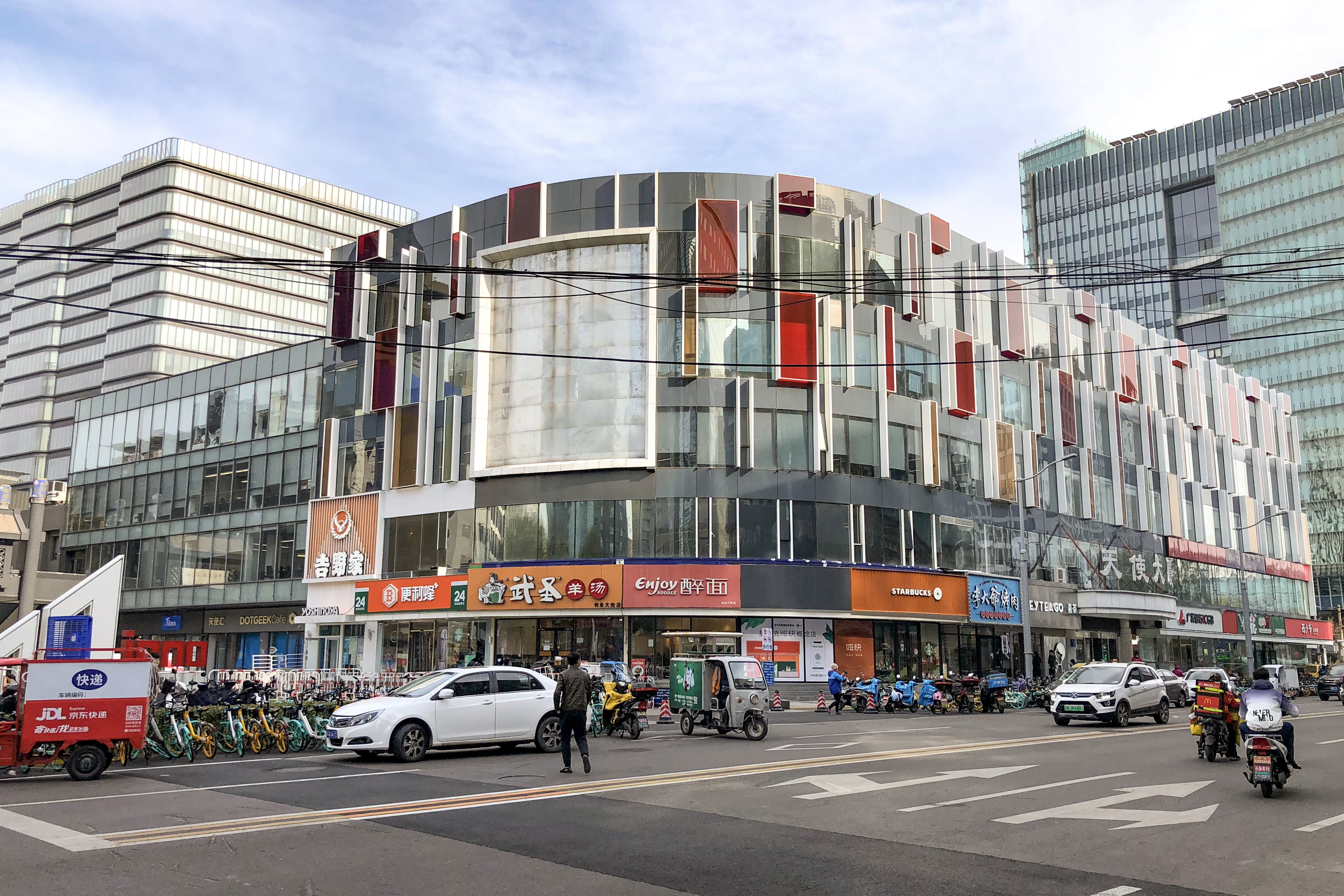
由原海淀百货大楼改建而成的天使大厦

中关村西区的建筑多数为写字楼，亦有几座电子卖场。此外，有公寓、酒店等配套设施，也有部分老住宅建筑和其他建筑。中关村的商业也很发达，尤其是中关村广场购物中心，涵盖时尚购物、运动装备和电影等多个方面，2004年入驻的家乐福亚洲旗舰店也位于其中。2011年，海淀区政府发布消息，对中关村西区的业态进行调整，限制海龙等电子卖场的面积，引入文化创意等高端业态，此举对中关村电子卖场造成了一定打击。2022年3月，中关村广场购物中心闭店改造，重新进行规划设计，最终改造为中关村ART PARK大融城，其西区2025年5月1日开业，东区则计划于2025年末开放。
中关村西区高楼林立，最高的建筑是高150米的中钢国际广场。2008年，中关村西区在新京报主办的“北京新地标”评选中以第10名当选。

## 交通
中关村西区四周的道路，尤其是北四环西路和中关村大街，是北京的重要干道。中关村西区内部更是有发达的路网。但是由于周边道路通行不便，常常堵塞，因而交通并不十分便利。作为“立体交通”的一部分预留的地下交通环廊于2007年通车，但是使用量很低。
轨道交通方面，北京地铁4号线和10号线分别从东侧和南侧经过中关村西区，两线在海淀黄庄站换乘。16号线则从西侧经过，并在西北角设万泉河桥站。